# Benoisey
Benoisey település Franciaországban, Côte-d’Or megyében. Lakosainak száma 96 fő (2022. január 1.). Benoisey Courcelles-lès-Montbard, Grignon, Seigny, Fresnes és Montigny-Montfort községekkel határos.

## Népesség
A település népességének változása:
| Lakosok száma | 90   | 81   | 88   | 74   | 84   | 99   | 109  | 112  | 107  | 96   |
|               | 1968 | 1982 | 1990 | 2006 | 2013 | 2015 | 2017 | 2019 | 2020 | 2022 |